# Bataille de B'ir Kora
 (mai 2021).
Guerre des Toyota
La bataille de B'ir Kora est un engagement militaire pendant la guerre des Toyota. Opposant l'armée libyenne et l'armée tchadienne dans la matinée du 19 mars 1987, la bataille a vu les Tchadiens encercler et détruire plusieurs unités libyennes.

## Historique

### Contexte
Après des années de conflit entre la Libye et le Tchad au sujet de la bande d'Aozou, en 1983 l'armée libyenne organise une force expéditionnaire et occupe le nord du Tchad. Les Libyens mènent des opérations de soutien à divers groupes d'insurgés luttant contre le gouvernement tchadien de Hissène Habré. Les forces libyennes au Tchad possèdent un avantage matériel et aérien significatif sur l'armée tchadienne, mais en 1986, elles perdent le soutien des rebelles tchadiens qu'elles sont censées soutenir.
Début de 1987, les forces expéditionnaires libyennes continuent d'occuper des positions stratégiques dans le Sahara tchadien. Cependant, le 2 janvier de la même année, une armée tchadienne progouvernementale (FANT) attaque une force libyenne en garnison dans la ville de Fada lors de la bataille de Fada (en). La bataille est une victoire tchadienne et conduit les tchadiens à pousser plus loin dans le territoire sous contrôle libyen. La défaite de Fada pousse l'armée libyenne à lancer un certain nombre de frappes aériennes dans le centre du Tchad, frappes qui incitent à leur tour le gouvernement français (qui soutient le gouvernement tchadien) à bombarder des cibles détenues par les Libyens au Tchad. L'arrivée de l'armée de l'air française au Tchad annule effectivement la capacité de l'armée de l'air libyenne à mener des opérations de combat contre la FANT, donnant à l'organisation une fenêtre d'opportunité pour attaquer les positions libyennes sans craindre la puissance aérienne libyenne.

### Bataille

#### Premier affrontement
Début mars, les commandants tchadiens dirigés par Hassan Djamous décident que les forces expéditionnaires libyennes doivent être réduites avant que les Libyens puissent être chassés du Tchad. Pour ce faire, il est décidé que les défenses tchadiennes autour de Fada seraient volontairement affaiblies, en espérant que cette réduction serait détectée et que les Libyens lanceraient une contre-attaque pour reprendre la ville. Les forces tchadiennes lancent également un certain nombre d'attaques à la volée contre des positions libyennes à Ouadi Doum, où les Libyens ont établi une base aérienne.
À la mi-mars, l'armée libyenne organise une force opérationnelle de 1 500 hommes et s'avance contre Fada. Cependant, dans la soirée du 18 mars, les Libyens sont entourés de plusieurs unités tchadiennes près de B'ir Kora. Lorsque l'attaque tchadienne commence à l'aube du 19, les Libyens sont incapables de tenir le périmètre de leur camp face aux tchadiens très mobiles. Pour sortir les Libyens de leurs positions défensives, les Tchadiens lancent une attaque de diversion contre un segment des défenses libyennes, tout en préparant également une attaque beaucoup plus large visant le côté opposé de la ligne libyenne. La diversion fonctionne, et lorsque les Libyens engagent leurs réserves pour répondre à la feinte tchadienne, la principale force tchadienne peut pénétrer l'arrière du camp libyen et causer des ravages. Les défenses libyennes s'effondrent rapidement, entraînant la destruction de la force libyenne,,.

#### Deuxième affrontement
Alors que la force libyenne initiale est détruite par l'embuscade des forces tchadiennes, les Libyens encerclés réussissent à demander des renforts à Ouadi Doum. Ces demandes sont accordées par le commandant libyen à Ouadi Doum, qui dépêche un deuxième groupe pour soulager les premiers assiégés. Cependant, au moment où la force de secours est envoyée, la première force libyenne est déjà détruite et, entre-temps, les Tchadiens commencent à planifier une deuxième embuscade. Tout comme cela s'est produit avec la première force, les Tchadiens attaquent et dépassent la force de secours libyenne à 19 kilomètres au nord de B'ir Kora le 20 mars.

#### Pertes
Les combats à B'ir Kora font de lourdes pertes pour l'armée libyenne; la force opérationnelle initiale et la force de secours sont presque anéanties. Au total, l'armée libyenne perd 800 hommes et 86 chars, et se fait capturer 13 chars.

### Conséquences
La victoire tchadienne à B'ir Kora ouvre la voie à la force tchadiennes et à d'autres forces pro-gouvernementales pour lancer de nouvelles attaques contre les positions de l'armée libyenne dans le nord du Tchad. Ces conflits, connus collectivement sous le nom de guerre des Toyota, se poursuivent jusqu'en septembre 1987 et aboutissent au retrait des soldats libyens du nord du Tchad.